# Русская зима (скульптура)
Ру́сская зима́ — одна из достопримечательностей Москвы, установленная в 1960 году в сквере на Хавской улице.

## История
Осенью 1941 года перед фашистскими самолётами была поставлена задача уничтожить одни из стратегически важных объектов города Москвы — Шуховскую башню и Шарикоподшипниковый завод. Во время выполнения операции один из снарядов приземлился в районе Хавской улицы, где в то время проходило строительство бомбоубежищ. Все находившиеся в непосредственной близости от места падения бомбы, где образовалась воронка, погибли, а дыра стала своеобразной братской могилой, потому что останков погибших вследствие мощного удара не сохранилось.
В 1958 году скульптор и заслуженный деятель искусств Лев Давидович Муравин создал гранитную композицию, изначально называющуюся «Русская зима». Впоследствии скульптура была переименована, о чём свидетельствует установленная в 2009 году на её постаменте табличка: «Москвичам, погибшим при бомбёжках». Новое название связано с решением Украины преподнести монумент в качестве подарка Москве в память о событиях Великой Отечественной войны. Так же считается, что памятник является символом матерей и детей, погибших на войне.
Памятник был установлен в 1960 году в разбитом на месте воронки сквере. На время возведения жилых многоэтажных домов композиция была эвакуирована, но после завершения работ вновь возвращена.

## Описание
Гранитная композиция «Русская зима» или «Москвичам, погибшим при бомбёжках» изображает сидящую мать с маленьким ребёнком на руках. Одеты они очень тепло, по-зимнему, с чем, скорее всего, и связано первоначальное название памятника. Скульптура стала жертвой вандализма — лицо матери изуродовано.